# Liste der Wahlkreise in Namibia

Karte der Wahlkreise in Namibia

Namibia besteht aus 14 Regionen, in denen es insgesamt 121 Wahlkreise gibt (bis 8. August 2013 13 Regionen und 107 Wahlkreise). Jeder Kreis verfügt über einen Kreisverwaltungssitz.
Diese sind für die allgemeine Wählerregistrierung und die Regionalratswahlen von Bedeutung. Im Rahmen der Wahl zur Nationalversammlung und der Präsidentschaftswahl kann jeder registrierte Wähler seine Stimmen in jedem Wahlkreis abgeben und muss dieses nicht im Heimatwahlkreis tun.
Die Wahlkreise sind nach Größe und Einwohnerzahl aufgeteilt. Veränderungen dieser Wahlkreise – und Regionen – kann ausschließlich die Boundaries Delimitation and Demarcation Commission (Abgrenzungskommission) vornehmen.
In jedem Wahlkreis wird ein Vertreter für den Regionalrat (regional council) gewählt. Gemäß dem Vorschlag der vierten Abgrenzungskommission teilte Staatspräsident Pohamba 2013 die Region Kavango auf in Kavango-Ost, das die Regionsnummer von Kavango übernahm und Kavango-West, das als neue Region Nummer 14 aufgelistet wird.
Die Einwohnerzahl bezieht sich auf die letzte Volkszählung in Namibia.

## Erongo
| Wahlkreis        | Code (nach ISO 3166-2:NA) | Fläche (in km²) | Einwohner (2023) | Einwohner (je km²) | Kreisverwaltungssitz |
| ---------------- | ------------------------- | --------------- | ---------------- | ------------------ | -------------------- |
| Arandis          | NA.ER.AR                  | 13.520          | 13.542           | 1,0                | Arandis              |
| Daures           | NA.ER.DA                  | 17.787          | 14.601           | 0,8                | Uis                  |
| Karibib          | NA.ER.KA                  | 14.536          | 19.705           | 1,4                | Karibib              |
| Omaruru          | NA.ER.OM                  | 8.432           | 13.322           | 1,6                | Omaruru              |
| Swakopmund       | NA.ER.SW                  | 196             | 75.921           | 386,7              | Swakopmund           |
| Walvis Bay-Land  | NA.ER.WR                  | 9.150           | 51.497           | 5,6                | Kuisebmund           |
| Walvis Bay-Stadt | NA.ER.WU                  | 19              | 51.618           | 2.730,8            | Walvis Bay           |
| Gesamt           | NA.ER                     | 63.639          | 240.206          | 3,8                | Swakopmund           |

## Hardap
| Wahlkreis             | Code (nach ISO 3166-2:NA) | Fläche (in km²) | Einwohner (2023) | Einwohner (je km²) | Kreisverwaltungssitz |
| --------------------- | ------------------------- | --------------- | ---------------- | ------------------ | -------------------- |
| Aranos                | NA.HA.AR                  | 26.724          | 10.722           | 0,4                | Aranos               |
| Daweb                 | NA.HA.DW                  | 40.210          | 6.092            | 0,2                | Maltahöhe            |
| Gibeon                | NA.HA.GI                  | 10.156          | 8.034            | 0,8                | Gibeon               |
| Mariental-Land        | NA.HA.MR                  | 15.037          | 12.812           | 0,9                | Stampriet            |
| Mariental-Stadt       | NA.HA.MU                  | 4.916           | 18.368           | 3,7                | Mariental            |
| Rehoboth-Land         | NA.HA.RR                  | 12.057          | 9.439            | 0,8                | Schlip               |
| Rehoboth-Stadt (Ost)  | NA.HA.RE                  | 288             | 29.229           | 101,8              | Rehoboth             |
| Rehoboth-Stadt (West) | NA.HA.RW                  | 325             | 11.914           | 36,6               | Rehoboth             |
| Gesamt                | NA.HA                     | 109.781         | 106,680          | 0,9                | Mariental            |

## Kavango-Ost
| Wahlkreis     | Code (nach ISO 3166-2:NA) | Fläche (in km²) | Einwohner | Einwohner (je km²) | Kreisverwaltungssitz |
| ------------- | ------------------------- | --------------- | --------- | ------------------ | -------------------- |
| Mashare       | NA.KE.MA                  | 9.140           | 19.478    | 2,1                | Mashare              |
| Mukwe         | NA.KE.MU                  | 5.540           | 39.170    | 7,1                | Mukwe                |
| Ndiyona       | NA.KE.ND                  | 5.232           | 13.800    | 2,6                | Ndiyona              |
| Ndonga Linena | NA.KE.NL                  | 2.851           | 14.936    | 5,2                | Ndonga Linena        |
| Rundu-Land    | NA.KE.RE                  | 1.069           | 12.405    | 11,6               | Rundu                |
| Rundu-Stadt   | NA.KE.RU                  | 156             | 118.632   | 761,4              | Rundu                |
| Gesamt        | NA.KE                     |                 | 218.421   |                    | Rundu                |

## Kavango-West
| Wahlkreis  | Code (nach ISO 3166-2:NA) | Fläche (in km²) | Einwohner | Einwohner (je km²) | Kreisverwaltungssitz |
| ---------- | ------------------------- | --------------- | --------- | ------------------ | -------------------- |
| Kapako     | NA.KW.KP                  | 1.224           | 27.823    | 22,7               | Kapako               |
| Mankumpi   | NA.KW.MK                  | 2.339           | 6.910     | 3,0                | Satotwa              |
| Mpungu     | NA.KW.MP                  | 7.977           | 21.098    | 2,6                | Mpungu               |
| Musese     | NA.KW.MS                  | 1.423           | 13.659    | 9,6                | Rupara               |
| Ncamagoro  | NA.KW.NG                  | 5.044           | 8.449     | 1,7                | Ncamagoro            |
| Ncuncuni   | NA.KW.NC                  | 1.397           | 10.943    | 7,8                | Ncaute               |
| Nkurenkuru | NA.KW.NK                  | 272             | 15.887    | 58,4               | Nkurenkuru           |
| Tondoro    | NA.KW.TO                  | 4.196           | 18.497    | 3,8                | Kahenge              |
| Gesamt     | NA.KW                     |                 | 123.266   |                    | Nkurenkuru           |

## ǁKharas(ehemals Karas)
| Wahlkreis          | Code (nach ISO 3166-2:NA) | Fläche (in km²) | Einwohner | Einwohner (je km²) | Kreisverwaltungssitz |
| ------------------ | ------------------------- | --------------- | --------- | ------------------ | -------------------- |
| Berseba            | NA.KA.BE                  | 31.725          | 11.258    | 0,4                | Berseba              |
| Karasburg-Ost      | NA.KA.KA                  | 24.276          | 13.821    | 0,6                | Karasburg            |
| Karasburg-West     | NA.KA.KW                  | 14.053          | 17.741    | 1,3                | Noordoewer           |
| Keetmanshoop-Land  | NA.KA.KR                  | 37.922          | 8.744     | 0,2                | Krönlein             |
| Keetmanshoop-Stadt | NA.KA.KU                  | 524             | 27.862    | 53,1               | Keetmanshoop         |
| ǃNamiǂNûs          | NA.KA.LU                  | 48.271          | 17.243    | 0,4                | Lüderitz             |
| Oranjemund         | NA.KA.OR                  | 4.623           | 13.224    | 2,9                | Oranjemund           |
| Gesamt             | NA.KA                     | 161.514         | 109.893   | 0,7                | Keetmanshoop         |

## Khomas
| Wahlkreis                                          | Code (nach ISO 3166-2:NA) | Fläche (in km²) | Einwohner | Einwohner (je km²) | Kreisverwaltungssitz |
| -------------------------------------------------- | ------------------------- | --------------- | --------- | ------------------ | -------------------- |
| John Alfons Pandeni (bis 31. Oktober 2012: Soweto) | NA.KH.JP                  | 3,1             | 25.457    | 8.011              | Soweto               |
| Katutura-Zentral                                   | NA.KH.KC                  | 2,5             | 30.557    | 12.054             | Single Quarters      |
| Katutura-Ost                                       | NA.KH.KE                  | 4,4             | 22.940    | 5267               | Donkerhoek           |
| Khomasdal                                          | NA.KH.KN                  | 23,5            | 67.211    | 2.858              | Otjomuise            |
| Moses ǁGaroëb                                      | NA.KH.MG                  | 32,4            | 68.932    | 2.129              | Havana               |
| Samora Machel                                      | NA.KH.SM                  | 20,3            | 92.401    | 4.551              | Wanaheda             |
| Tobias Hainyeko                                    | NA.KH.TH                  | 18,5            | 67.067    | 3.624              | Ombili               |
| Windhoek-Land                                      | NA.KH.WR                  | 36.418          | 30.079    | 0,8                | Groot Aub            |
| Windhoek-Ost                                       | NA.KH.WE                  | 218,9           | 30.054    | 137,3              | Klein Windhoek       |
| Windhoek-West                                      | NA.KH.WW                  | 208,1           | 59.907    | 287,9              | Windhoek-West        |
| Gesamt                                             | NA.KH                     | 36.964          | 494.605   |                    | Windhoek             |

## Kunene
| Wahlkreis   | Code (nach ISO 3166-2:NA) | Fläche (in km²) | Einwohner | Einwohner (je km²) | Kreisverwaltungssitz |
| ----------- | ------------------------- | --------------- | --------- | ------------------ | -------------------- |
| Epupa       | NA.KU.EP                  | 23.617          | 26.491    | 1,1                | Epupa                |
| Kamanjab    | NA.KU.KA                  | 17.131          | 11.349    | 0,7                | Kamanjab             |
| Khorixas    | NA.KU.KH                  | 21.328          | 15.506    | 0,7                | Khorixas             |
| Opuwo-Land  | NA.KU.OR                  | 21.545          | 14.894    | 0,7                | Otuani               |
| Opuwo-Stadt | NA.KU.OB                  | 1.738           | 23.934    | 13,8               | Opuwo                |
| Outjo       | NA.KU.OU                  | 7.468           | 19.743    | 2,6                | Outjo                |
| Sesfontein  | NA.KU.SE                  | 22.789          | 8.845     | 0,4                | Sesfontein           |
| Gesamt      | NA.KU                     | 115.583         | 120.762   | 1,1                | Opuwo                |

## Ohangwena
| Wahlkreis    | Code (nach ISO 3166-2:NA) | Fläche (in km²) | Einwohner | Einwohner (je km²) | Kreisverwaltungssitz |
| ------------ | ------------------------- | --------------- | --------- | ------------------ | -------------------- |
| Eenhana      | NA.OW.EE                  | 904             | 35.304    | 39                 | Eenhana              |
| Endola       | NA.OW.ED                  | 327             | 32.698    | 100                | Endola               |
| Engela       | NA.OW.EG                  | 308             | 30.004    | 97,5               | Engela               |
| Epembe       | NA.OH.EP                  | 1.199           | 16.336    | 13,6               | Epembe               |
| Ohangwena    | NA.OW.OH                  | 229,5           | 31.491    | 137,2              | Ohangwena            |
| Okongo       | NA.OW.OK                  | 3.822           | 31.746    | 8,3                | Okongo               |
| Omulonga     | NA.OW.OL                  | 501             | 32.802    | 65,5               | Onamukulo            |
| Omundaungilo | NA.OW.OM                  | 793,5           | 15.009    | 18,9               | Omundaungilo         |
| Ondobe       | NA.OW.OD                  | 456,7           | 32.622    | 71,4               | Ondobe               |
| Ongenga      | NA.OW.OG                  | 314,7           | 27.296    | 86,7               | Ongenga              |
| Oshikango    | NA.OW.OS                  | 223,8           | 30.531    | 136,5              | Oshikango            |
| Oshikunde    | NA.OW.OI                  | 1.630           | 21.890    | 13,4               | Omutwewomunu         |
| Gesamt       | NA.OW                     | 10.709          | 337.729   | 31,5               | Eenhana              |

## Omaheke
| Wahlkreis  | Code (nach ISO 3166-2:NA) | Fläche (in km²) | Einwohner | Einwohner (je km²) | Kreisverwaltungssitz |
| ---------- | ------------------------- | --------------- | --------- | ------------------ | -------------------- |
| Aminuis    | NA.OH.AM                  | 12.994          | 13.801    | 1,1                | Aminuis              |
| Epukiro    | NA.OH.EP                  | 10.926          | 7.880     | 0,7                | Epukiro              |
| Gobabis    | NA.OH.GO                  | 5.770           | 35.452    | 6,1                | Gobabis              |
| Kalahari   | NA.OH.KA                  | 12.248          | 12.021    | 1                  | Tsjaka               |
| Okorukambe | NA.OH.ST                  | 17.457          | 12.271    | 0,7                | Witvlei              |
| Otjinene   | NA.OH.ON                  | 6.420           | 12.415    | 1,9                | Otjinene             |
| Otjombinde | NA.OH.OB                  | 18.929          | 9.041     | 0,5                | Talismanus           |
| Gesamt     | NA.OH                     | 84.745          | 102.881   | 1,2                | Gobabis              |

## Omusati
| Wahlkreis  | Code (nach ISO 3166-2:NA) | Fläche (in km²) | Einwohner (2011) | Einwohner (je km²) | Kreisverwaltungssitz |
| ---------- | ------------------------- | --------------- | ---------------- | ------------------ | -------------------- |
| Anamulenge | NA.OS.AN                  | 394             | 20.344           | 51,6               | Anamulenge           |
| Elim       | NA.OS.EL                  | 471             | 13.400           | 28,5               | Elim                 |
| Etayi      | NA.OS.ET                  | 544             | 33.088           | 60,8               | Etayi                |
| Ogongo     | NA.OS.OG                  | 678             | 17.649           | 26                 | Ogongo               |
| Okahao     | NA.OS.OH                  | 9.977           | 24.909           | 2,5                | Okahao               |
| Okalongo   | NA.OS.OL                  | 529             | 32.663           | 61,7               | Okalongo             |
| Onesi      | NA.OS.ON                  | 776             | 23.364           | 30,1               | Onesi                |
| Oshikuku   | NA.OS.OS                  | 424             | 19.693           | 46,4               | Oshikuku             |
| Otamanzi   | NA.OS.OT                  | 4.185           | 16.399           | 3,9                | Otamanzi             |
| Outapi     | NA.OS.OU                  | 950             | 53.594           | 56,4               | Outapi               |
| Ruacana    | NA.OS.RA                  | 5.377           | 27.261           | 5,1                | Ruacana              |
| Tsandi     | NA.OS.TS                  | 2.296           | 34.407           | 14,9               | Tsandi               |
| Gesamt     | NA.OS                     | 26.600          | 316.671          | 11,9               | Outapi               |

## Oshana
| Wahlkreis      | Code (nach ISO 3166-2:NA) | Fläche (in km²) | Einwohner | Einwohner (je km²) | Kreisverwaltungssitz |
| -------------- | ------------------------- | --------------- | --------- | ------------------ | -------------------- |
| Okaku          | NA.ON.OK                  | 224             | 21.892    | 97,6               | Okaku                |
| Okatana        | NA.ON.OT                  | 427             | 19.974    | 46,8               | Okatana              |
| Okatyali       | NA.ON.OJ                  | 558             | 4.502     | 8,1                | Okatyali             |
| Ompundja       | NA.ON.OM                  | 466             | 4.582     | 9,8                | Ompundja             |
| Ondangwa-Land  | NA.ON.OR                  | 150             | 14.959    | 99,9               | Eheke                |
| Ondangwa-Stadt | NA.ON.OU                  | 59,5            | 31.466    | 529,3              | Ondangwa             |
| Ongwediva      | NA.ON.OG                  | 222             | 27.396    | 124,0              | Ongwediva            |
| Oshakati-Ost   | NA.ON.OE                  | 187             | 44.166    | 199,2              | Omeege               |
| Oshakati-West  | NA.ON.OW                  | 239             | 30.665    | 128,3              | Oshakati             |
| Uukwiyu        | NA.ON.UK                  | 300             | 13.003    | 43,5               | Uukwiyu              |
| Uuvudhiya      | NA.ON.UV                  | 5.825           | 5.647     | 1                  | Uuvudhiya            |
| Gesamt         | NA.ON                     | 8.656           | 230.801   | 26,7               | Oshakati             |

## Oshikoto
| Wahlkreis          | Code (nach ISO 3166-2:NA) | Fläche (in km²) | Einwohner | Einwohner (je km²) | Kreisverwaltungssitz |
| ------------------ | ------------------------- | --------------- | --------- | ------------------ | -------------------- |
| Eengodi            | NA.OT.EE                  | 2.108           | 24.208    | 11,5               | Eengodi              |
| Guinas             | NA.OT.GU                  | 4.569           | 8.578     | 1,9                | Tsintsabis (Guinas)  |
| Nehale IyaMpingana | NA.OT.NL                  | 9.935           | 17.317    | 1,7                | Okoloti              |
| Okankolo           | NA.OT.OO                  | 1.643           | 17.988    | 10,9               | Okankolo             |
| Olukonda           | NA.OT.OL                  | 241             | 14.318    | 59,4               | Olukonda             |
| Omuntele           | NA.OT.OT                  | 1.630           | 21.043    | 12,9               | Omuntele             |
| Omuthiyagwiipundi  | NA.OT.OG                  | 13.393          | 39.855    | 3                  | Omuthiyagwiipundi    |
| Onayena            | NA.OT.ON                  | 475             | 16.669    | 35,1               | Onayena              |
| Oniipa             | NA.OT.OP                  | 371             | 3.372     | 9,8                | Oniipa               |
| Onyaanya           | NA.OT.OY                  | 732             | 25.465    | 34,8               | Onyaanya             |
| Tsumeb             | NA.OT.TS                  | 3.609           | 38.134    | 10,6               | Tsumeb               |
| Gesamt             | NA.OT                     |                 | 230.801   |                    | Omuthiya             |

## Otjozondjupa
| Wahlkreis    | Code (nach ISO 3166-2:NA) | Fläche (in km²) | Einwohner | Einwohner (je km²) | Kreisverwaltungssitz |
| ------------ | ------------------------- | --------------- | --------- | ------------------ | -------------------- |
| Grootfontein | NA.OD.GR                  | 11.279          | 36.951    | 3,3                | Grootfontein         |
| Okahandja    | NA.OD.OD                  | 5.857           | 46.061    | 7,9                | Okahandja            |
| Okakarara    | NA.OD.OR                  | 14.643          | 30.987    | 2,1                | Okakarara            |
| Omatako      | NA.OD.OM                  | 24.371          | 18.283    | 0,8                | Okandjira (Omatako)  |
| Otavi        | NA.OD.OV                  | 14.243          | 18.279    | 1,3                | Otavi                |
| Otjiwarongo  | NA.OD.OW                  | 6.411           | 54.893    | 8,6                | Otjiwarongo          |
| Tsumkwe      | NA.OD.TS                  | 28.491          | 15.357    | 0,5                | Tsumkwe              |
| Gesamt       | NA.OD                     | 105.295         | 220.881   | 2,1                | Otjiwarongo          |

## Sambesi(ehemals Caprivi)
| Wahlkreis           | Code (nach ISO 3166-2:NA) | Fläche (in km²) | Einwohner | Einwohner (je km²) | Kreisverwaltungssitz |
| ------------------- | ------------------------- | --------------- | --------- | ------------------ | -------------------- |
| Judea Lyaboloma     | NA.CA.JL                  | 1.723           | 8.738     | 5,1                | Sangwali             |
| Kabbe-Nord          | NA.CA.KN                  | 1.183           | 12.253    | 10,4               | Kabbe                |
| Kabbe-Süd           | NA.CA.KS                  | 1.258           | 11.345    | 9                  | Nakabolelwa          |
| Katima Mulilo-Land  | NA.CA.KR                  | 1.620           | 24.016    | 14,8               | Katima Mulilo        |
| Katima Mulilo-Stadt | NA.CA.KU                  | 44,9            | 46.401    | 1.032,6            | Katima Mulilo        |
| Kongola             | NA.CA.KO                  | 5.174           | 12.069    | 2,3                | Kongola              |
| Linyanti            | NA.CA.LI                  | 1.804           | 10.425    | 5,8                | Linyanti             |
| Sibbinda            | NA.CA.SI                  | 1.857           | 17.126    | 9,2                | Sibbinda             |
| Gesamt              | NA.CA                     | 14.663          | 142.373   | 9,7                | Katima Mulilo        |